# Tomáš Myšička
Pour les articles homonymes, voir Myšička.
Tomáš Myšička (né le 8 avril 1978) est un joueur tchèque de hockey sur glace.

## Clubs successifs
- HC Sparta Prague : 1998-1999
- IC Épinal : 1999-2003
- ASG Angers : 2003-2005
- HG Dunkerque : 2005-2006
- Hockey Club Neuilly-sur-Marne : 2006-2008